# Warstwa niepewna
Warstwa niepewna (łac. zona incerta) – skupisko istoty szarej międzymózgowia, część niskowzgórza. Ma postać cienkiej blaszki umiejscowionej między polem H1 Forela (pęczkiem wzgórzowym) i wzgórzem a polem Forela H2 (pęczkiem soczewkowym) i jądrem niskowzgórzowym. Jej funkcja jest mało poznana. Proponowano udział warstwy niepewnej w takich czynnościach mózgu, jak nocycepcja i przetwarzanie informacji somatosensorycznej, czynności ruchowej, kontrola zachowań socjo-seksualnych, kontrola jedzenia i picia, regulacja pobudzenia i uwagi. 
Termin wprowadził Auguste Forel w swojej pracy z 1877 roku, dając wyraz swojemu poglądowi o niejasnej naturze tej części międzymózgowia.